# Mezlocilina
La mezlocilina es un antibiótico de la familia de las ureidopenicilinas. Su acción es similar a la azlocilina.

## Acciones
La mezlocilina es ampliamente activa contra Klebsiella, aún más que la carbenicilina. Su actividad contra pseudomonas in vitro es similar a la ticarcilina.

## Propiedades
Las propiedades farmacocinéticas de la mezlocilina se asemejan a las de la azlocilina.

## Espectro antibacteriano
Especies de pseudomonas, de enterobacter y klebsiella.

## Preparados
La mezlocilina se encuentra disponible en la forma de polvo para ser disuelto en inyección y contiene 2 mEq de sodio por gramo.